# Carl Frederic Schmidt
Carl Frederic Schmidt (* 29. Juli 1893 in Lebanon, Pennsylvania; † 4. April 1988 in Radnor, Pennsylvania) war ein amerikanischer Pharmakologe, der als Mitbegründer der klinischen Pharmakologie gilt.
Er wirkte von 1919 bis 1959 als Dozent beziehungsweise Professor an der University of Pennsylvania und widmete sich unter anderem der Funktion der Niere, der Regulation der Atmung und der Blutversorgung des Gehirns. Darüber hinaus trug er in den 1920er Jahren durch die Isolierung und Charakterisierung des Ephedrins zu dessen Nutzung für medizinische Zwecke bei. In Anerkennung seiner Forschungsleistungen wurde er unter anderem in die National Academy of Sciences und die American Academy of Arts and Sciences aufgenommen sowie 1962 mit der Schmiedeberg-Plakette ausgezeichnet.

## Leben
Carl Frederic Schmidt, dessen Großvater väterlicherseits 1870 von Deutschland in die USA ausgewandert war und sich in Philadelphia niedergelassen hatte, wurde 1893 als Sohn eines Juweliers in Lebanon im US-Bundesstaat Pennsylvania geboren. Er absolvierte seine akademische Ausbildung am Lebanon Valley College in Annville in der Nähe von Harrisburg sowie an der medizinischen Fakultät der University of Pennsylvania und schloss 1918 sein Studium ab. Nach einem praktischen Jahr am Klinikum der University of Pennsylvania akzeptierte er dort 1919 eine ihm von Alfred Newton Richards angebotene Position als Dozent in Pharmakologie.
In dieser Position begann er neben seinen Lehrverpflichtungen auch mit eigenen Forschungsaktivitäten. Von 1922 bis 1924 verbrachte er einen Forschungsaufenthalt am Peking Union Medical College in China. Nach seiner Rückkehr an die University of Pennsylvania wurde er dort 1929 zum Associate Professor und 1931 zum ordentlichen Professor ernannt, ab 1939 leitete er die Abteilung für Pharmakologie. Im Jahr 1959 wurde er emeritiert. Anschließend wirkte er bis 1962 als Herausgeber der Fachzeitschrift Circulation Research und von 1962 bis 1969 als Forschungsdirektor des Naval Air Developmental Center in Bucks County.
Carl Frederic Schmidt war 62 Jahre lang bis zum Tod seiner Frau im Jahr 1982 verheiratet sowie Vater eines Sohnes und einer Tochter. Er starb 1988 in Radnor.

## Wissenschaftliches Wirken
Carl Frederic Schmidt beschäftigte sich an der University of Pennsylvania anfangs mit Studien zur Funktion der Niere und zu den Auswirkungen von Interaktionen zwischen Kohlendioxid sowie Wirkstoffen wie Morphin und Heroin auf die Atmung.
Während seines Aufenthalts in China gelang ihm die Isolation des Ephedrins aus dem Meerträubel. Dabei handelte es sich um eine sympathomimetisch wirksame Substanz, die bereits 1885 von Nagayoshi Nagai entdeckt worden war. Infolge seiner darauf aufbauenden Arbeiten zur Charakterisierung der pharmakologischen Eigenschaften konnte Ephedrin in den 1920er Jahren in die medizinischen Therapie eingeführt werden.
Im weiteren Verlauf seiner Karriere konzentrierte er sich auf Reflexe der Atmung und des Herzkreislaufsystems sowie auf die Blutversorgung des Gehirns und deren Rolle bei der Atmungsregulation. Gemeinsam mit dem Neurowissenschafter Seymour S. Kety beschrieb er 1945 eine später als „Kety-Schmidt-Technik“ bezeichnete Methode zur Messung des Blutflusses im Gehirn. Weitere Studien betrafen die Nierendurchblutung, die Pharmakodynamik von Morphin und verwandten Wirkstoffen sowie den Zusammenhang zwischen dem Partialdruck des Sauerstoffs und der Sauerstoffsättigung des Hämoglobins. Während des Zweiten Weltkrieges und nach seiner Emeritierung wandte er sich flug- und raumfahrtmedizinischen Fragestellungen zu, insbesondere den Stressbelastungen von Piloten durch extreme Beschleunigung und Sauerstoffmangel.
Von 1948 bis 1950 fungierte Carl Frederic Schmidt als Präsident der American Society for Pharmacology and Experimental Therapeutics, 1959 wurde er erster Präsident der Section on Pharmacology in der International Union of Physiological Sciences.

## Auszeichnungen
Carl Frederic Schmidt gehörte ab 1949 der National Academy of Sciences sowie ab 1955 der American Academy of Arts and Sciences an und wurde 1965 zum Ehrenpräsidenten der neugegründeten International Union of Basic and Clinical Pharmacology gewählt. Das Lebanon Valley College, die University of Pennsylvania und die Karls-Universität Prag verliehen ihm die Ehrendoktorwürde, von der medizinischen Fakultät seiner Alma Mater erhielt er darüber hinaus 1984 einen Distinguished Graduate Award. Von der Deutschen Pharmakologischen Gesellschaft wurde er 1962 mit der Schmiedeberg-Plakette ausgezeichnet. In der zuvor von ihm geleiteten Abteilung für Pharmakologie der University of Pennsylvania existiert seit 1976 eine nach ihm benannte Ehrenvorlesung (Carl F. Schmidt Honorary Lectureship).